# Larutia puehensis
Espèce
Larutia puehensis est une espèce de sauriens de la famille des Scincidae.

## Répartition
Cette espèce est endémique du Sarawak en Malaisie orientale.

## Étymologie
Son nom d'espèce, composé de pueh et du suffixe latin -ensis, « qui vit dans, qui habite », lui a été donné en référence au lieu de sa découverte : les monts Pueh.

## Publication originale
- Grismer, Leong & Yaakob, 2003 : Two New Southeast Asian Skinks of the Genus Larutia and Intrageneric Phylogenetic Relationships. Herpetologica, vol. 59, no 4, p. 552-564.